# Motto Evropské unie
Věta Jednotná v rozmanitosti (oficiálně je užívána latinská verze In varietate concordia, v češtině též nesprávně Jednota v rozmanitosti nebo Jednotnost v různorodosti) je motto Evropské unie.

## Historie
Poprvé bylo neoficiálně ustanoveno v roce 2000, bylo vybráno z mnoha verzí vytvořených školáky a předložených na stránkách devise-europe.org. Motto bylo schváleno tehdejší předsedkyní Evropského parlamentu Nicole Fontainovou. Takto bylo citováno i v (nyní zamítnutém) návrhu Evropské ústavy.

## Obdobná motta
Podobná motta, podtrhující odlišnosti a rozmanitost, existují i v jiných jazycích a zemích světa. Ve verzi bylo oficiálně přijato 24. dubna 2000 za oficiální motto Jihoafrické republiky: „!ke e: ǀxarra ǁke“, což v jazyce xam znamená doslova Rozdílní lidé žijí v jednotě, nicméně je překládáno jako Jednota v rozmanitosti. Indonéské státní motto (psané ve staré javánštině) „Bhinneka Tunggal Ika“ (doslova (Ač) rozdílní, přece jednotní) se také překládá jako Jednota v rozmanitosti. Podobný význam má také jedno z hesel USA: „E pluribus unum“ (Jednota sestává z mnoha rozdílných, Z mnohých jediné). Heslo Jednota v rozmanitosti také používá Papua Nová Guinea.

## Znění motta v oficiálních jazycích Evropské unie
- angličtina – United in diversity
- bulharština – Обединен в многообразието
- čeština – Jednotná v rozmanitosti
- dánština – Forenet i mangfoldighed
- estonština – Ühinenud mitmekesisuses
- finština – Moninaisuudessaan yhtenäinen
- francouzština – Unie dans la diversité
- chorvatština – Ujedinjeni u raznolikosti
- irština – Aontaithe san éagsúlacht
- italština – Unita nella diversità
- lotyština – Vienota dažādībā
- litevština – Suvienijusi įvairovę
- maďarština – Egység a sokféleségben
- maltština – Magħquda fid-diversità
- němčina – In Vielfalt geeint
- nizozemština – In verscheidenheid verenigd
- polština – Zjednoczona w różnorodności
- portugalština – Unida na diversidade
- rumunština – Unită în diversitate
- řečtina – Eνωμένη στην πολυμορφία
- slovenština – Zjednotení v rozmanitosti
- slovinština – Združena v raznolikosti
- španělština – Unida en la diversidad
- švédština – Förenade i mångfalden